# 弗拉基米尔·沙塔洛夫
弗拉基米尔·亚历山德罗维奇·沙塔洛夫 （俄语：Владимир Александрович Шаталов，1927年12月8日—2021年6月15日），是前苏联执行过联盟计划中联盟4、联盟8、和联盟10号三次太空飞行任务的宇航员。他与叶利谢耶夫是前苏联首批进行过三次太空飞行的宇航员。

## 传记
- 1963年，他加入前苏联宇航员支队。

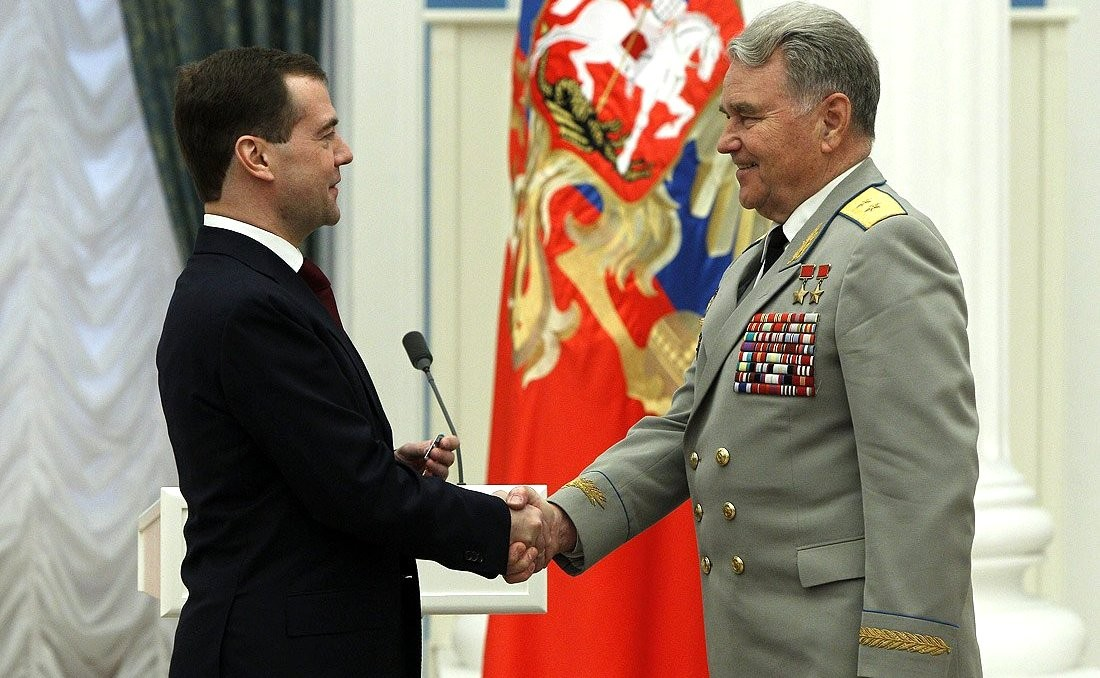
俄罗斯总统德米特里·梅德韦杰夫2011年4月12日（宇宙航行日）向沙塔洛夫授予“友谊勋章” 。

- 1969年1月14日至17日任“联盟号-4”指令长，首次进入太空，停留太空72小时14分。
- 1969年10月13日至18日任“联盟-8”指令长，再度进入太空,停留118小时和11分。
- 1971年4月23-25日为“联盟-10”指令长，第三次进入太空，停留46小时46分。
- 1971年至1987年为宇航员培训指挥官，后任加加林宇航员培训中心主任，直到1991年。
- 2021年6月15日去世。[2][3]

目前是年龄最大的苏联宇航员，他的自传体新书《艰难的太空之路》（1978年）讲述了苏联太空计划的发展、成果以及美苏在太空探索中的合作。他还与他人合作出版了《人与太空》（1975年）、《太空 - 地球》（1981年）、《宇航员》（1979年）等几部有关太空的书。
引述：“当我们仰望着天空，它好似无穷无尽，我们呼吸时从未想到过它的存在......然而，当你坐在一艘飞船上飞离地球，仅需不到10分钟，就可笔直地穿过这层大气到达太空！这一广阔'无垠'、给我们呼吸、将我们与无穷的黑暗与死亡割开的蓝天，只不过是一层纤细的薄膜。对生命而言，这薄纱般的覆盖层那怕受到一丝的损害，都是极其危险的！

## 荣誉和奖项
苏联和俄罗斯奖项：
- 苏联英雄，二次；
- 苏联宇航员；
- 四级祖国功勋勋章；
- 友谊勋章；
- 列宁勋章，三次；
- 十月革命勋章；
- 三级在苏联武装力量中为祖国服务勋章；
- 战功奖章；
- 保卫列宁格勒奖章；
- 1941-1945年伟大卫国战争战胜德国奖章；
- 处女地开垦奖章；
- 巩固战斗友谊奖章；
- 拜科努尔荣誉市民（1974年）[5]

外国奖项:
- “劳动英雄”(越南社会主义共和国)；
- “胡志明勋章”(越南社会主义共和国)；
- “卡尔·马克思勋章”(东德)；
- “北极星勋章”(蒙古)；
- “马达拉骑士”勋章(保加利亚)；
- “保加利亚人民共和国旗帜勋章；
- “军队友谊”奖章（波兰）；
- “军队友谊”奖章（东德）；
- “保加利亚从奥斯曼奴役下解放百年”奖章。

## 参引
1. ↑  太空 （页面存档备份，存于）. Spacefacts.de. Retrieved on 2012-08-04
2. ↑  . 界面新闻. 2021-06-15  [2021-06-19]. （原始内容存档于2021-06-24） （中文）.
3. ↑  . TASS. 塔斯社. 2021-06-15  [2021-06-19]. （原始内容存档于2021-06-29） （英语）.
4. ↑  詹姆斯·布鲁日. . The Disinformation Company. 2004-04-01: 28–  [2012-08-04]. ISBN 978-0-9729529-2-7.
5. ↑  .   [2019-10-04]. （原始内容存档于2016-03-04） （俄语）.

## 文献
- «科罗廖夫：事实与神话» - J. K. Golovanov, M: Nauka, 1994年, - ISBN 5-02-000822-2;
- «火箭与人» - B. E. Chertok,  M: 机械工程, 1999年, - ISBN 5-217-02942-0;
- «<宇宙之岸» - edited by Boltenko A. C.编辑,基辅,2014年., “凤凰”出版社出版, ISBN 978-966-136-169-9